# Yengejeh-ye Qeshlāq (ort i Iran)
Yengejeh-ye Qeshlāq (persiska: ينگجۀ قشلاق) är en ort i Iran.   Den ligger i provinsen Ardabil, i den nordvästra delen av landet, 400 km nordväst om huvudstaden Teheran. Yengejeh-ye Qeshlāq ligger 1 282 meter över havet och antalet invånare är 138.
Terrängen runt Yengejeh-ye Qeshlāq är kuperad västerut, men österut är den platt. Runt Yengejeh-ye Qeshlāq är det ganska glesbefolkat, med 38 invånare per kvadratkilometer. Närmaste större samhälle är Būrestān, 6,9 km sydväst om Yengejeh-ye Qeshlāq. Trakten runt Yengejeh-ye Qeshlāq består i huvudsak av gräsmarker.